# Горки (Львовская область)
Го́рки (укр. Гірки) — село в Рава-Русской городской общине Львовского района Львовской области Украины.
Население по переписи 2001 года составляло 119 человек. Занимает площадь 7,3 км². Почтовый индекс — 80320. Телефонный код — 3252.

## Местный совет
80320, Львовская обл., Жолковский р-н, с. Потелич